# Nikola Vukčević (football, 1991)
Ne doit pas être confondu avec Nikola Vučević.
Nikola Vukčević (en cyrillique : Hикoлa Bукчeвић) est un footballeur international monténégrin né le 13 décembre 1991 à Titograd (RFS de Yougoslavie, aujourd'hui Podgorica au Monténégro). Évoluant au poste de milieu défensif, il joue actuellement pour le club de Al Ahli SC.

## Biographie

### En club
Avec le club du Budućnost Podgorica, il joue deux matchs en Ligue des champions. À cette occasion, il inscrit un but contre l'équipe polonaise du Śląsk Wrocław. En août 2018, il signe en faveur de l'UD Levante.

### En équipe nationale
Il joue son premier match en équipe nationale le 5 mars 2014 en amical contre le Ghana.

## Palmarès
Avec le Budućnost Podgorica
- Champion du Monténégro en 2012
- Vainqueur de la Coupe du Monténégro en 2013

Avec Le Sporting Braga
- Coupe de la Ligue portugaise (1)
  - Vainqueur : 2013
  - Finaliste : 2017
    - Coupe du Portugal (1)
      - Vainqueur : 2016
      - Finaliste :  2015

## Statistiques

### En club
Le tableau ci-dessous récapitule les statistiques de Nikola Vukčević lors de sa carrière en club :
| Saison                | Club                  | Championnat           | Championnat | Championnat | Coupe(s) nationale(s) | Coupe(s) nationale(s) | Compétition(s) continentale(s) | Compétition(s) continentale(s) | Compétition(s) continentale(s) | Autres compétitions | Autres compétitions | Autres compétitions | Total | Total |
| Saison                | Club                  | Division              | M.          | B.          | M.                    | B.                    | Comp.                          | M.                             | B.                             | Comp.               | M.                  | B.                  | M.    | B.    |
| 2010-2011             | Budućnost Podgorica   | 1                     | 8           | 0           | -                     | -                     | -                              | -                              | -                              | -                   | -                   | -                   | 8     | 0     |
| 2011-2012             | Budućnost Podgorica   | 1                     | 26          | 2           | -                     | -                     | -                              | -                              | -                              | -                   | -                   | -                   | 26    | 2     |
| 2012-2013             | Budućnost Podgorica   | 1                     | 27          | 0           | 5                     | 1                     | C1                             | 2                              | 1                              | -                   | -                   | -                   | 34    | 2     |
| 2013-2014             | Budućnost Podgorica   | 1                     | 4           | 2           | -                     | -                     | -                              | -                              | -                              | -                   | -                   | -                   | 4     | 2     |
| 2013-2014             | Sporting Braga        | 1                     | 2           | 0           | 4                     | 0                     | -                              | -                              | -                              | -                   | -                   | -                   | 6     | 0     |
| 2014-2015             | Sporting Braga        | 1                     | -           | -           | 1                     | 0                     | -                              | -                              | -                              | -                   | -                   | -                   | 1     | 0     |
| 2015-2016             | Sporting Braga        | 1                     | 18          | 2           | 7                     | 0                     | C3                             | 11                             | 0                              | -                   | -                   | -                   | 36    | 2     |
| 2016-2017             | Sporting Braga        | 1                     | 14          | 0           | 3                     | 0                     | C3                             | 6                              | 1                              | SC                  | 1                   | 0                   | 24    | 1     |
| Total sur la carrière | Total sur la carrière | Total sur la carrière | 99          | 6           | 20                    | 1                     | -                              | 19                             | 2                              | -                   | 1                   | 0                   | 139   | 9     |

### But en équipe nationale
| No | Date           | Stade, ville, pays                         | Adversaire | Résultat | Compétition                                |
| -- | -------------- | ------------------------------------------ | ---------- | -------- | ------------------------------------------ |
| 1  | 8 octobre 2016 | Stadion Pod Goricom, Podgorica, Monténégro | Kazakhstan | V 5-0    | Qualifications pour la Coupe du monde 2018 |